# Topolovka (Rússia)
|  | Per a altres significats, vegeu «Topolovka». |

Topolovka (en rus: Тополовка) és un poble de l'óblast de Magadan, a l'extrem oriental de Rússia, que el 2021 tenia 54 habitants.